# Forur
Forur (perz. فرور, ili Faror) je otok smješten u Perzijskom zaljevu odnosno iranskoj pokrajini Hormuzgan. Zemljopisno je smješten oko 20 km južno od iranskog kopna, a najbliži otok mu je Bani Forur koji se nalazi 12 km prema jugozapadu. Otok ima površinu od 28 km² i najveća visina mu je 142 m. Vulkanskog je postanka i sadrži na tisuće tona crvenog oksida i raznih kovina. Otokom obiluje florom i faunom, usputnom je stanicom brojnim pticama selicama i u cijelosti je zaštićeno područje. Iako nije naseljen, ostaci stoljetnih kuća svjedoče o povijesnoj ljudskoj prisutnosti.

## Poveznice
- Perzijski zaljev
- Popis iranskih otoka

## Vansje poveznice
- (engl.) Bird Life: Faror islands  Arhivirana inačica izvorne stranice od 18. veljače 2021. (Wayback Machine)
- (engl.) World Wildlife Adventures: Faror Protected Area